# Sven O. Høiby
Sven Olaf Bjarte Høiby, född 14 november 1936 i Kristiansand, död 21 mars 2007 i Kristiansand, var en norsk journalist, reklamman och förläggare samt far till den norska kronprinsessan Mette-Marit.

## Familj och relation till kungafamiljen
Høiby var far till kronprinsessan Mette-Marit och därmed morfar till Marius Borg Høiby, prinsessan Ingrid Alexandra och prins Sverre Magnus samt svärfar till kronprins Haakon Magnus. Han hade också tre andra barn från sitt första äktenskap och flera andra barnbarn. Han var gift med Marit Tjessem när Mette-Marit föddes, men de skilde sig 1984.

## Död
I augusti 2006 diagnosticerades Høiby med lungcancer och avled den 21 mars 2007. Han ligger begravd på kyrkogården vid Oddernes kyrka i bydelen Lund i Kristiansand.